# Oplegnathus woodwardi
Oplegnathus woodwardi är en fiskart som beskrevs av Waite, 1900. Oplegnathus woodwardi ingår i släktet Oplegnathus och familjen Oplegnathidae. IUCN kategoriserar arten globalt som otillräckligt studerad. Inga underarter finns listade.